# Луговской (Свердловская область)
Луговско́й (до 1963 года — Пышма́) — посёлок в Тугулымском городском округе Свердловской области. В 1963—2004 годах обладал статусом рабочего посёлка (посёлка городского типа).

## География
Луговской располагается в 18 километрах к юго-западу от Тугулыма, на левом берегу реки Пышмы. Рядом с посёлком пролегает автодорога, ведущая из Тугулыма в Талицу (ответвление) и Заводоуспенское (прямой путь). От этой автодороги к Луговскому ведёт подъездная дорога. Въездная (выездная) улица посёлка носит название Тугулымской.
Луговской практически целиком расположен на левом берегу Пышмы. Лишь Заречная улица находится в правобережье. Возле Луговского русло реки делает небольшую извилину выпуклостью на север. Чуть ниже извилины по течению, практически напротив Луговского, находится деревня Луговая.

## История
Посёлок основан в 1937 году в связи с организацией Тугулымского леспромхоза (ЛПХ) для заготовки и переработки леса (первоначально назывался — Пышма). Было положено железнодорожное полотно в сторону Бахметки, куда увозили лес. Вместе с рождением поселка и ЛПХ в 1937 году на территории Килымского сельского совета началось строительство автотракторных ремонтных мастерских (АТРМ), позднее Пышминский тракторно-ремонтный завод (ТРЗ) для лесной промышленности. 
В 1938 году в посёлке Пышма организована начальная школа. Под неё отдали двухквартирный жилой дом на Октябрьской улице. Первым директором школы была Заборовских Софья Петровна.
В начале 1941 года решено было реорганизовать начальную школу в семилетнюю. Школа обслуживала посёлок и близлежащие деревни.
В 1942 году в Пышму из Тугулыма переводят лестранхоз, и с этого времени начинается бурное строительство поселка, растет число жителей и учащихся. К 1946 году возникла потребность открыть в посёлке среднюю школу.
В 1954 году начато строительство новой двухэтажной деревянной школы в центре посёлка. Директором с 1954 года был Новиков Григорий Иванович.
Помещение для больницы было построено 15 сентября 1956 года. При больнице было родильное отделение на 5 коек и лаборатория. 
В 1963 году посёлок Пышма преобразован в рабочий посёлок Луговской. С 2004 года Луговской вновь отнесён к сельским населённым пунктам.
В 2007 году достроено здание больницы, которое длительное время было «заморожено»; вновь возобновил работу завод (ныне LEX); за счёт частных лесопильных предприятий увеличивается количество рабочих мест в поселке. 
В 2023 году обследованы скважины поселкового водозабора. 

## Население
| 1970 | 1979  | 1989  | 2002  | 2010  | 2021  |
| ---- | ----- | ----- | ----- | ----- | ----- |
| 3229 | ↗3235 | ↗3343 | ↘3019 | ↘2726 | ↘2275 |

## Экономика
- ОАО «Завод "ЛЭКС/LEX"»
- ООО «ВИТАЛ»

## Спорт и досуг
В спортивном зале здания школы №24 проводятся секции по футболу, баскетболу и волейболу. Главный тренер Ерастов Александр Иванович. Также функционирует туристический клуб «Пилигрим» под руководством Теплоухова Михаила Борисовича.